# Zeegroene muur
Zeegroene muur (Stellaria palustris) is een wintergroene, vaste plant uit de anjerfamilie (Caryophyllaceae). De soort komt van nature voor in Eurazië.
De plant wordt 10-60 cm hoog en is onbehaard, in tegenstelling tot de andere muursoorten. De plant vormt een dunne, kruipende wortelstok. De rechtopstaande, vierkante, grijsgroene stengel is meestal niet vertakt. De takken van de bloeiwijze zijn vaak rond. De met een witachtig waslaagje bedekte of groene stengel- en schutbladen zijn ook bij de voet kaal.
Zeegroene muur bloeit van mei tot in augustus met witte, 12-18 mm grote bloemen. De bloeiwijze is een 3-10 cm lange, dichitoom gevorkt bijscherm met 2-21 bloemen. De 3-9 mm lange, bijna tot aan de basis gedeelde kroonbladen zijn ongeveer één tot twee keer zo lang als de kelkbladen. De kelkbladen hebben drie duidelijke nerven en een vliezige rand. De 2-7 mm lange, lancetvormige schutbaden zijn vliezig gerand, maar de bovenste kunnen geheel vliezig zijn. De middennerf is groen. De tien meeldraden hebben vaak rood gekleurde helmhokjes. De drie, rechtopstaande stijlen zijn 5-7 mm lang. Het bovenstandig vruchtbeginsel is eivormig.
De groene of strokleurige, 8-10 mm lange doosvrucht is eivormig-cilindrisch en heeft een spitse punt. De doosvrucht springt bij rijpheid open met zes kleppen. De donker-roodbruine tot zwartbruine, bijna kogelvormige zaden zijn 1,2-1,5 mm groot en hebben een duidelijk gerimpeld tot wratachtig oppervlak.
Zeegroene muur komt voor op natte, matig voedselrijke grond in hooilanden, uiterwaarden, zeggemoerassen, open rietlanden en aan waterkanten.